# Cryptophyta
A Cryptophyta algacsoport, legtöbbjüknek kloroplasztiszuk is van. Édesvízben gyakoriak, de előfordulnak tengerben és brakkvízben is. 10–50 μm-esek és laposak, elöl bemélyedéssel, melynek szélén két kissé eltérő ostor van.
Egyes tagjai mixotrófok lehetnek.
Színtelen tagjai baktériumokkal táplálkoznak, jelenlétük a hőmérséklettel pozitívan korrelál. Virágzásuk a diatómák kezdeti virágzása után nem sokkal történik. Feltehetően a globális felmelegedés hatására a déli féltekén nyáron egyre nagyobb lehet a virágzás. Az Antarktiszi-félszigeten megtalálható a Geminigera cryophila.

## Jellemzők

Sematikus rajz. 1. kontraktilis vakuólum, 2. plasztisz, 3. tilakoid, 4. szemfolt, 5. nukleomorf, 6. keményítőszemcse, 7. 70S riboszóma, 8. sejtmag, 9. 80S riboszóma, 10. ostorok, 11. bemélyedés, 12. lipidgömbök, 13. ejektoszómák, 14. mitokondrium, 15. pirenoid, 16. Golgi-készülék, 17. endoplazmatikus retikulum, 18. kloroplasztisz-endoplazmatikusretikulum

A plasztisz nélküli Goniomonadea osztály és a leukoplasztiszokkal rendelkező, korábban Chilomonas paramecium nevű Cryptomonas paramecium kivételével a Cryptophyta 1 vagy 2 kloroplasztisszal rendelkezik, bennük klorofill a és c-vel, fikobiliproteinekkel és más pigmentekkel. Színük változó (barna, vörös vagy kékeszöld). 4 membrán veszi ezeket körül, a középső 2 közt redukált sejtmaggal (nukleomorf). Ez alapján a plasztisz eukarióta szimbiontából származik, mely genetikai tanulmányok alapján vörösmoszat. Azonban a plasztiszok a vörösmoszatokéitól jelentősen eltérnek: csak a tilakoidban van fikobiliprotein, és csak fikoeritrinként vagy fikocianinként. A Rhodomonas esetén ennek kristályszerkezete 1,63 Å pontossággal ismert; és az α-alegység más fikobiliproteinnel nem mutat rokonságot.
Néhány tag, például a Cryptomonas palmelloid állapotokat alkothat, de a körülötte lévő nyálkából kiszabadulva ismét szabadon élő ostorosokká válhat. Néhány Cryptomonas-faj nem mozgó cisztát, rideg falú nyugalmi állapotot is alkothat kedvezőtlen körülmények esetén. Ostorai párhuzamosak, masztigonémái kétrészesek, az endoplazmatikus retikulumban alakulnak ki és a sejtfelszínhez kerülnek. Az ostoron és a sejttesten kis pikkelyek lehetnek. A mitokondrium cristái laposak, a mitózis nyílt, ivaros szaporodása ismert.

## Besorolás

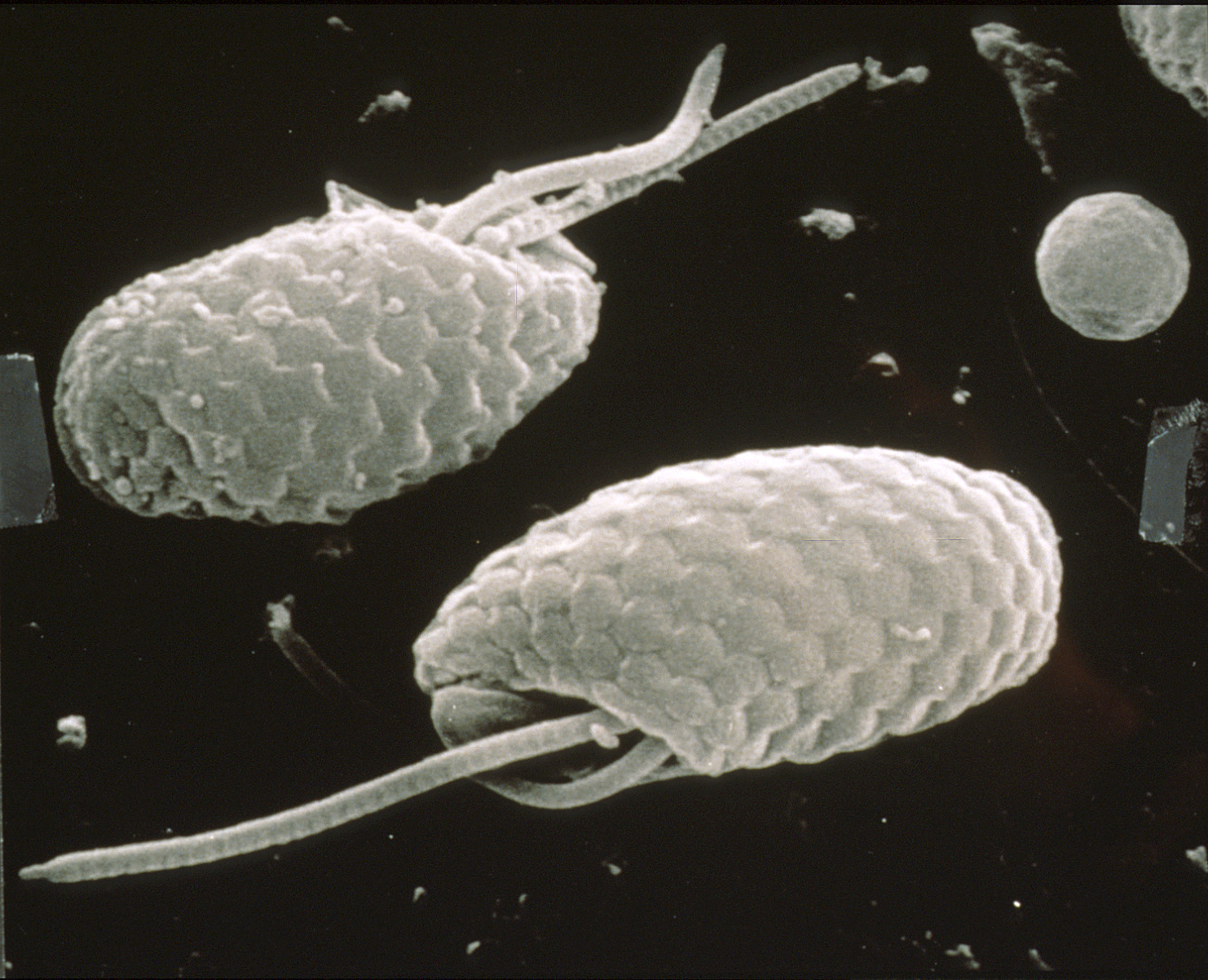
Cryptophyta pásztázó elektronmikroszkóp alatt

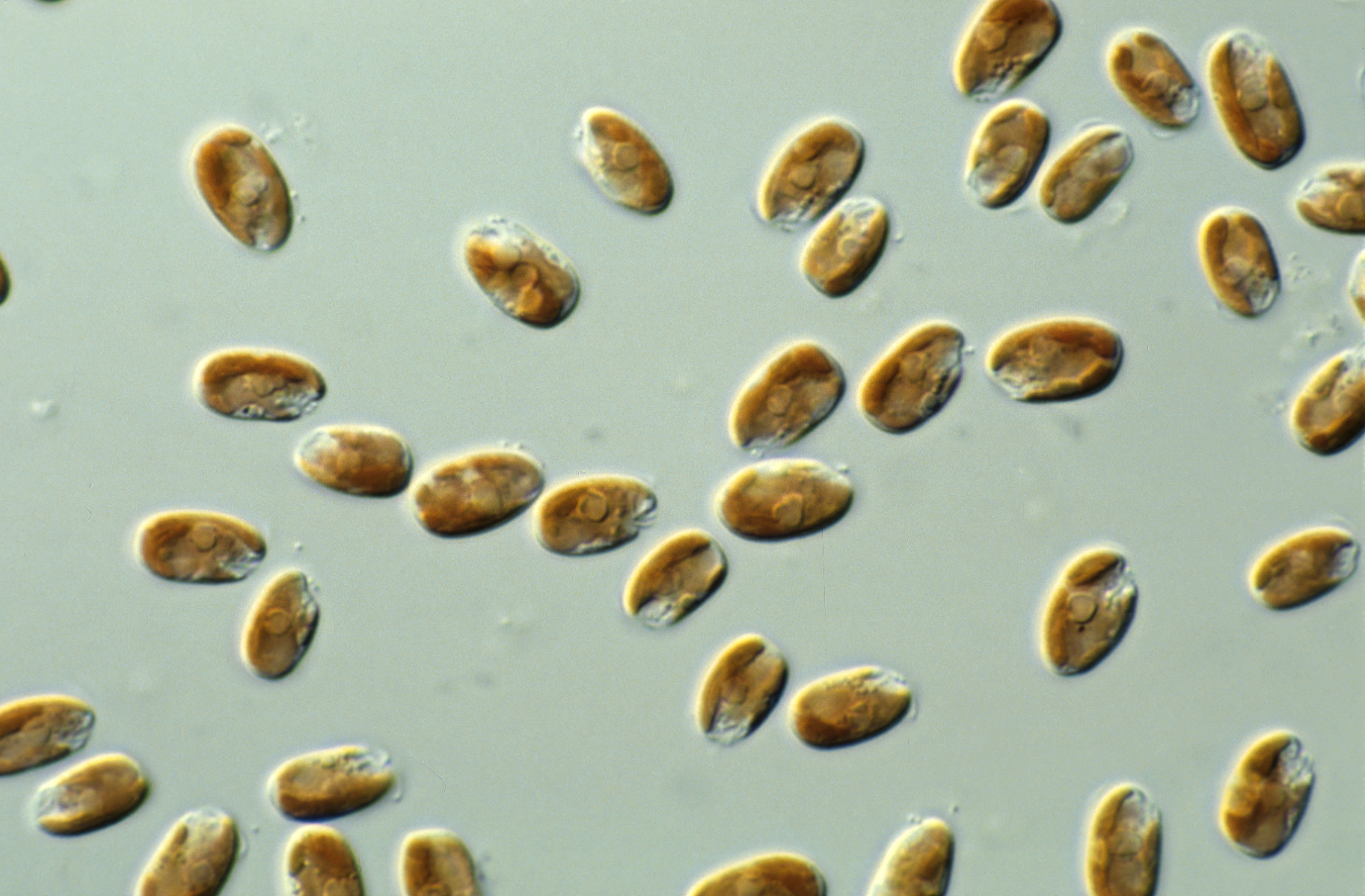
Cryptophyta fénymikroszkóp alatt

A Cryptophyta-kloroplasztiszok a sárgásmoszatokéival és a Haptophyta csoportéival rokonok, e három csoportot Cavalier-Smith a Chromista csoportban egyesítette. Azonban a közeli rokonságot ultraszerkezeti különbségek cáfolták, vagyis a Chromista 3 fő ága külön szerezte plasztiszait, így a Chromista polifiletikus. Molekuláris bizonyítékok is alátámasztják a Cryptophyta primitív heterotrófiáját és szekunder kloroplasztiszszerzését. A Cryptophyta feltételezett testvértaxonja a Katablepharidaceae, egy szintén ejektoszómákkal rendelkező ostoroscsoport.